# اچ‌نوام‌اس اورنن (۱۸۲۹)
اچ‌نوام‌اس اورنن (۱۸۲۹) (به انگلیسی: HNoMS Ørnen (1829)) یک کشتی بود.